# Rafael Díaz-Salazar
Rafael Díaz-Salazar Martín de Almagro (Ciudad Real, 1956) es profesor en la Facultad de Ciencias Políticas y Sociología (Universidad Complutense de Madrid). En esta institución es docente en el Grado de Sociología, en el Grado de Relaciones Internacionales y en el Máster de Sociología Aplicada a los Problemas Sociales.
Forma parte del profesorado del Instituto Complutense de Estudios Internacionales y del Instituto Universitario de Desarrollo y Cooperación. En ambas instituciones se encarga de la docencia de Sociología de las desigualdades internacionales y Sociedad civil global.
Es profesor invitado en la Universidad Iberoamericana de México, en la Pontificia Universidad Católica de São Paulo (Brasil), en la Universidad de La Habana (Cuba), en la Universidad Centroamericana de San Salvador (El Salvador), en la Universidad Central de Venezuela y en la Universidad Nacional Autónoma de Honduras.
Pertenece al Consejo asesor de la Revista Internacional de Sociología.

## Trayectoria sociológica
Se doctoró en la Universidad Complutense de Madrid con una tesis sobre el pensamiento de Gramsci. Su investigación se centró en el análisis de las relaciones entre la sociedad civil, las ideologías de masas y la religión. Realizó estancias de investigación en la Fondazione Gramsci de Roma para la elaboración de la misma. Recibió el Premio extraordinario de Doctorado de la Facultad de Ciencias Políticas y Sociología de la Universidad Complutense y el Premio Nacional de Tesis doctorales del Ilustre Colegio Nacional de Doctores y Licenciados en Ciencias Políticas y Sociología. Es uno de los principales expertos en lengua española sobre la obra de este intelectual y dirigente político italiano.
El profesor Díaz-Salazar es conocido en las ciencias sociales españolas y latinoamericanas por su contribución a la renovación de la sociología de la religión. Ha desarrollado una extensa obra en este campo muy influido por el pensamiento de Antonio Gramsci y de Pierre Bourdieu.
En el ámbito de la sociología política ha abordado los siguientes temas:  la crisis y la renovación de la izquierda , la precariedad laboral y la democracia, el comportamiento político y sindical de la clase obrera, la evolución de las ideologías socialistas y marxistas, la nueva cultura política internacionalista, las relaciones entre las culturas de las izquierdas y el cristianismo de liberación. Sobre todas estas cuestiones ha publicado diversos libros y estudios en revistas especializadas. También ha contribuido a la difusión de estos análisis sociológicos a través de artículos en los diarios El País y La Vanguardia.
Otra línea de investigación desarrollada es la sociología de la laicidad desde una perspectiva de análisis comparado a escala europea, latinoamericana y estadounidense. Sobre esta temática ha investigado en el Centre National de la Recherche Scientifique (CNRS) de París. El pensamiento de Habermas y de Rawls y una relectura de los análisis de Tocqueville sobre la laicidad en el proyecto fundacional de Estados Unidos constituyen el marco teórico de la propuesta de Rafael Díaz-Salazar. Desde estos fundamentos intelectuales, propugna articular la cultura de la laicidad y las aportaciones a una democracia radical que vienen de las religiones públicas de liberación. En esta línea ha analizado el cristianismo desde la perspectiva de las teorías políticas del republicanismo y del altermundismo. Sus obras plantean una política de la laicidad que sepa armonizar la independencia y la cooperación entre Estados,confesiones religiosas y movimientos de la sociedad civil.
Las desigualdades internacionales y las políticas de justicia global es un área de trabajo importante de este autor. En una primera etapa abordó el análisis de la cooperación para el desarrollo y el rol de las ONGD. Posteriormente sus investigaciones se han centrado en los movimientos sociales globales vinculados al Foro Social Mundial y a las rebeliones de los “indignados” en diversos países
El análisis de sus métodos de acción colectiva y de sus propuestas de políticas alternativas ha sido objeto de diversas investigaciones y publicaciones. En Le Monde Diplomatique (diciembre de 2002) formuló la creación de una Internacional de Movimientos por la Justicia Global. En el año 2000 creó el Observatorio de Políticas de la Globalización y Movimientos Sociales y fue su director hasta 2008.
La educación y su relación con la ecología y la ciudadanía global es una temática que también ha sido abordada por este autor en dos obras. Él plantea una conexión entre proyecto educativo e internacionalismo para incorporar a los sistemas de aprendizaje la realidad de África, Asia y América Latina, lo cual requiere ir más allá de una mirada occidentalista del mundo.

## Libros individuales
- Educación y cambio ecosocial  (Madrid,PPC, 2022)
- Desigualdades internacionales. ¡Justicia ya!] (Barcelona, Icaria, 2011).[17]
- España laica (Madrid, Espasa, 2008).[18]
- Democracia laica y religión pública (Madrid, Taurus, 2007).[19]
- El factor católico en la política española. Del nacionalcatolicismo al laicismo (Madrid, PPC, 2006).[20]
- Nuevo socialismo y cristianos de izquierda (Madrid, Ediciones HOAC, 2001).
- La izquierda y el cristianismo (Madrid, Taurus, 1998).
- Redes de solidaridad internacional (Madrid, Ediciones HOAC, 1996).
- Gramsci y la construcción del socialismo (San Salvador, UCA Editores, 1993).
- El proyecto de Gramsci (Barcelona, Anthropos, 1991).
- ¿Todavía la clase obrera? (Madrid, Ediciones HOAC, 1990).
- El capital simbólico. Estructura social, política y religión en España (Madrid, Ediciones HOAC, 1988).

## Libros de autor coordinador
- Ciudadanía global en el siglo XXI. Educar para que otro mundo sea posible (Madrid, SM. Colección Biblioteca de Innovación Educativa, 2020).
- Indignados (Roma,Editori Internazionali Riuniti,2011).
- Trabajadores precarios. El proletariado del siglo XXI (Madrid, Ediciones HOAC, 2005).
- Justicia global. Las alternativas de los movimientos del Foro de Porto Alegre[21] (Barcelona, Icaria, 2003).
- Formas modernas de religión (Madrid, Alianza, 2001).
- Religión y sociedad en España (Madrid, CIS, 1993).
- La transición española (Estella, EVD, 1990).

## Edición de Libros
- Francisco Fernández Buey, Verde, roja y violeta. Una izquierda para construir ecosocialismo. Edición e Introducción de Rafael Díaz-Salazar (Barcelona. El Viejo Topo, 2023).
- Francisco Fernández Buey, Sobre izquierda alternativa y cristianismo emancipador. Edición e introducción de Rafael Díaz-Salazar (Madrid, Trotta, 2021).
- David Sheppard, El desempleo y el futuro del trabajo. Edición y prólogo de Rafael Díaz-Salazar (Santander, Sal Terrae, 1999).
- Jon Sobrino y María López Vigil, La matanza de los pobres. Vida en medio de la muerte en El Salvador. Edición y prólogo de Rafael Díaz-Salazar (Madrid, Ediciones HOAC,1993).